# Liste der Bodendenkmäler in Moorenweis
Auf dieser Seite sind die Bodendenkmäler in der oberbayerischen Gemeinde Moorenweis zusammengestellt. Diese Tabelle ist eine Teilliste der Liste der Bodendenkmäler in Bayern. Grundlage ist die Bayerische Denkmalliste, die auf Basis des Bayerischen Denkmalschutzgesetzes vom 1. Oktober 1973 erstmals erstellt wurde und seither durch das Bayerische Landesamt für Denkmalpflege geführt wird. Die folgenden Angaben ersetzen nicht die rechtsverbindliche Auskunft der Denkmalschutzbehörde.

## Bodendenkmäler der Gemeinde Moorenweis

### Bodendenkmäler in der Gemarkung Dünzelbach
| Lage                  | Objekt | Akten-Nr.     | Bild           |
| --------------------- | --- | ------------- | -------------- |
| Dünzelbach (Standort) | Burgstall mit Turmhügel des Mittelalters und der frühen Neuzeit (Veste Dünzlbach). Siehe auch: Burg Dünzelbach                                                                      | D-1-7832-0045 |                |
| Dünzelbach (Standort) | Verebnetes Grabenwerk vor- und frühgeschichtlicher Zeitstellung. | D-1-7832-0053 |                |
| Dünzelbach (Standort) | Erdstall des hohen Mittelalters. | D-1-7832-0264 |                |
| Dünzelbach (Standort) | Untertägige spätmittelalterliche und frühneuzeitliche Befunde im Bereich der katholischen Pfarrkirche St. Nikolaus in Dünzelbach. Siehe auch: St. Nikolaus (Dünzelbach), Dünzelbach | D-1-7832-0265 | weitere Bilder |

### Bodendenkmäler in der Gemarkung Egling an der Paar
| Lage                          | Objekt                                     | Akten-Nr.     | Bild |
| ----------------------------- | ------------------------------------------ | ------------- | ---- |
| Egling an der Paar (Standort) | Grabhügel vorgeschichtlicher Zeitstellung. | D-1-7831-0011 |      |

### Bodendenkmäler in der Gemarkung Eismerszell
| Lage                                       | Objekt | Akten-Nr.     | Bild           |
| ------------------------------------------ | --- | ------------- | -------------- |
| Eismerszell (Standort)                     | Untertägige spätmittelalterliche und frühneuzeitliche Befunde im Bereich der katholischen Kapelle St. Margareth in Weißenzell und ihrer Vorgängerbauten sowie Hofwüstung des späten Mittelalters und der frühen Neuzeit (Weißenzell). | D-1-7832-0044 | weitere Bilder |
| Eismerszell (Standort)                     | Villa rustica der römischen Kaiserzeit. | D-1-7832-0107 |                |
| Eismerszell (Standort)                     | Schlag und Lagerplatz des Endpaläolithikums und des Mesolithikums sowie Siedlung des Neolithikums. | D-1-7832-0228 |                |
| Eismerszell St.-Georg-Straße 22 (Standort) | Untertägige mittelalterliche und frühneuzeitliche Befunde im Bereich der katholischen Kirche St. Georg in Eismerszell und ihres Vorgängerbaus. Siehe auch: St. Georg (Eismerszell), Eismerszell                                       | D-1-7832-0280 | weitere Bilder |

### Bodendenkmäler in der Gemarkung Grunertshofen
| Lage                                                     | Objekt | Akten-Nr.     | Bild           |
| -------------------------------------------------------- | --- | ------------- | -------------- |
| Grunertshofen Von-Pfetten-Füll-Straße 3 (Standort)       | Untertägige mittelalterliche und frühneuzeitliche Befunde im Bereich der katholischen Pfarrkirche St. Lorenz in Grunertshofen und ihrer Vorgängerbauten. Siehe auch: St. Lorenz (Grunertshofen), Grunertshofen | D-1-7832-0273 | weitere Bilder |
| Grunertshofen Von-Pfetten-Füll-Straße 1 u. 1a (Standort) | Untertägige spätmittelalterliche und frühneuzeitliche Befunde im Bereich des ehemaligen Hofmarkschlosses Grunertshofen mit zugehörigem Ökonomiehof.                                                            | D-1-7832-0306 | weitere Bilder |

### Bodendenkmäler in der Gemarkung Moorenweis
| Lage                                  | Objekt | Akten-Nr.     | Bild                                              |
| ------------------------------------- | --- | ------------- | ------------------------------------------------- |
| Moorenweis (Standort)                 | Straße der römischen Kaiserzeit, Teilstück der Trasse Augsburg–Salzburg. | D-1-7832-0022 |                                                   |
| Moorenweis (Standort)                 | Grabhügel vorgeschichtlicher Zeitstellung. | D-1-7832-0025 |                                                   |
| Moorenweis (Standort)                 | Untertägige mittelalterliche und frühneuzeitliche Befunde im Bereich der katholischen Kapelle Maria Heimsuchung und ihres Vorgängerbaus mit aufgelassenem Friedhof.                               | D-1-7832-0031 | weitere Bilder                                    |
| Moorenweis (Standort)                 | Grabhügel vorgeschichtlicher Zeitstellung. | D-1-7832-0032 |                                                   |
| Moorenweis (Standort)                 | Verebnete Viereckschanze der späten Latènezeit. | D-1-7832-0034 |                                                   |
| Moorenweis (Standort)                 | Verebnete Grabhügel vorgeschichtlicher Zeitstellung. | D-1-7832-0100 |                                                   |
| Moorenweis (Standort)                 | Kreisgrabenanlage vorgeschichtlicher Zeitstellung. | D-1-7832-0104 |                                                   |
| Moorenweis (Standort)                 | Siedlung des Neolithikums. | D-1-7832-0108 |                                                   |
| Moorenweis (Standort)                 | Verebneter Grabhügel vorgeschichtlicher Zeitstellung. | D-1-7832-0116 |                                                   |
| Moorenweis (Standort)                 | Verebnete Grabhügel vorgeschichtlicher Zeitstellung. | D-1-7832-0118 |                                                   |
| Moorenweis (Standort)                 | Vermutlich Grabhügel vorgeschichtlicher Zeitstellung. | D-1-7832-0119 |                                                   |
| Moorenweis (Standort)                 | Grabhügel vorgeschichtlicher Zeitstellung. | D-1-7832-0122 |                                                   |
| Moorenweis (Standort)                 | Verebnete Viereckschanze der späten Latènezeit. | D-1-7832-0138 |                                                   |
| Moorenweis (Standort)                 | Verebnete Viereckschanze und Siedlung der späten Latènezeit. | D-1-7832-0149 |                                                   |
| Moorenweis (Standort)                 | Villa rustica der römischen Kaiserzeit. | D-1-7832-0162 |                                                   |
| Moorenweis (Standort)                 | Siedlung der römischen Kaiserzeit. | D-1-7832-0272 |                                                   |
| Moorenweis (Standort)                 | Untertägige spätmittelalterliche und frühneuzeitliche Befunde im Bereich der katholischen Kirche St. Lorenz von Albertshofen und ihres Vorgängerbaus Siehe auch: Albertshofen (Moorenweis)        | D-1-7832-0276 | spätmittelalterliche und frühneuzeitliche Befunde |
| Moorenweis (Standort)                 | Untertägige spätmittelalterliche und frühneuzeitliche Befunde im Bereich der katholischen Filialkirche Mariä Heimsuchung in Hohenzell und ihres Vorgängerbaus. Siehe auch: Hohenzell (Moorenweis) | D-1-7832-0278 | weitere Bilder                                    |
| Moorenweis (Standort)                 | Untertägige mittelalterliche und frühneuzeitliche Befunde im Bereich der katholischen Filialkirche St. Johannes Baptist in Windach und ihres Vorgängerbaus.                                       | D-1-7832-0286 | weitere Bilder                                    |
| Moorenweis Lindenstraße 15 (Standort) | Untertägige mittelalterliche und frühneuzeitliche Befunde im Bereich der katholischen Pfarrkirche St. Sixtus in Moorenweis und ihres Vorgängerbaus. Siehe auch: St. Sixtus (Moorenweis)           | D-1-7832-0290 | weitere Bilder                                    |
| Moorenweis (Standort)                 | Grabhügel vorgeschichtlicher Zeitstellung | D-1-7832-0310 |                                                   |

### Bodendenkmäler in der Gemarkung Purk
| Lage            | Objekt | Akten-Nr.     | Bild                                          |
| --------------- | --- | ------------- | --------------------------------------------- |
| Purk (Standort) | Straße der römischen Kaiserzeit, Teilstück der Trasse Augsburg–Salzburg. | D-1-7832-0013 |                                               |
| Purk (Standort) | Burgstall des hohen Mittelalters (Burxl). Siehe auch: Burgstall Purk | D-1-7832-0037 | weitere Bilder                                |
| Purk (Standort) | Siedlung der römischen Kaiserzeit. | D-1-7832-0038 |                                               |
| Purk (Standort) | Untertägige mittelalterliche und frühneuzeitliche Befunde im Bereich der katholischen Filialkirche St. Peter und Paul in Langwied und ihres Vorgängerbaus, darunter Körpergräber karolingisch-ottonischer Zeitstellung. | D-1-7832-0039 | weitere Bilder                                |
| Purk (Standort) | Untertägige mittelalterliche und frühneuzeitliche Befunde im Bereich der katholischen Pfarrkirche Hl. Kreuz in Purk und ihres Vorgängerbaus. Siehe auch: Purk (Moorenweis)                                              | D-1-7832-0284 | mittelalterliche und frühneuzeitliche Befunde |

### Bodendenkmäler in der Gemarkung Steinbach
| Lage                 | Objekt | Akten-Nr.     | Bild           |
| -------------------- | --- | ------------- | -------------- |
| Steinbach (Standort) | Straße der römischen Kaiserzeit, Teilstück der Trasse Augsburg–Salzburg. | D-1-7832-0042 |                |
| Steinbach (Standort) | Untertägige mittelalterliche und frühneuzeitliche Befunde im Bereich der katholischen Pfarrkirche St. Bartholomäus in Steinbach und ihres Vorgängerbaus. Siehe auch: St. Bartholomäus (Steinbach) | D-1-7832-0288 | weitere Bilder |

### Bodendenkmäler in der Gemarkung Türkenfeld
| Lage                  | Objekt                                     | Akten-Nr.     | Bild |
| --------------------- | ------------------------------------------ | ------------- | ---- |
| Türkenfeld (Standort) | Grabhügel vorgeschichtlicher Zeitstellung. | D-1-7832-0309 |      |